# Tracy Krohn

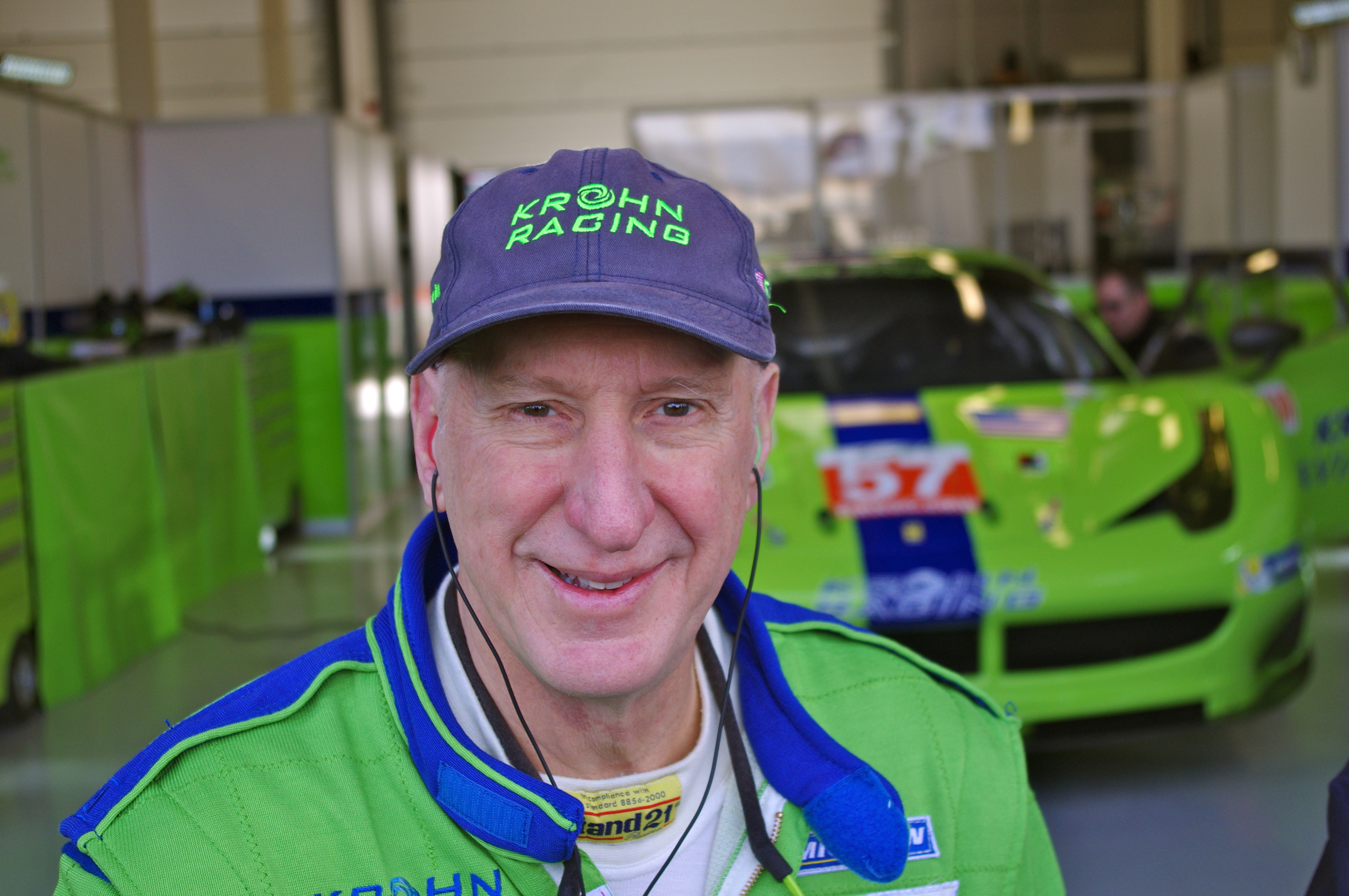
Tracy Krohn beim 6-Stunden-Rennen von Silverstone 2013

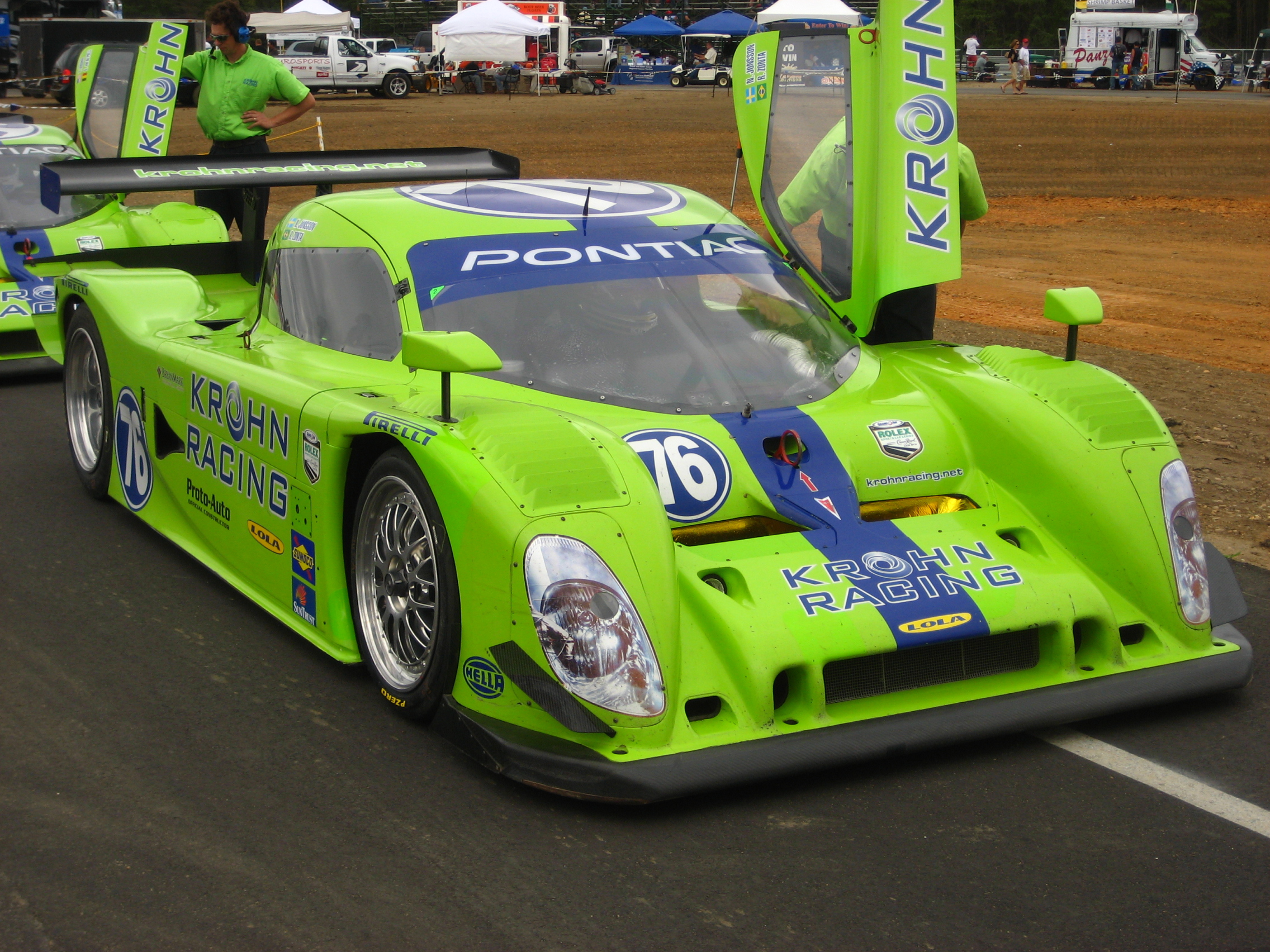
Der Krohn-Racing-Lola B08/70 vor dem Start zum 200-Meilen-Rennen von New Jersey 2008

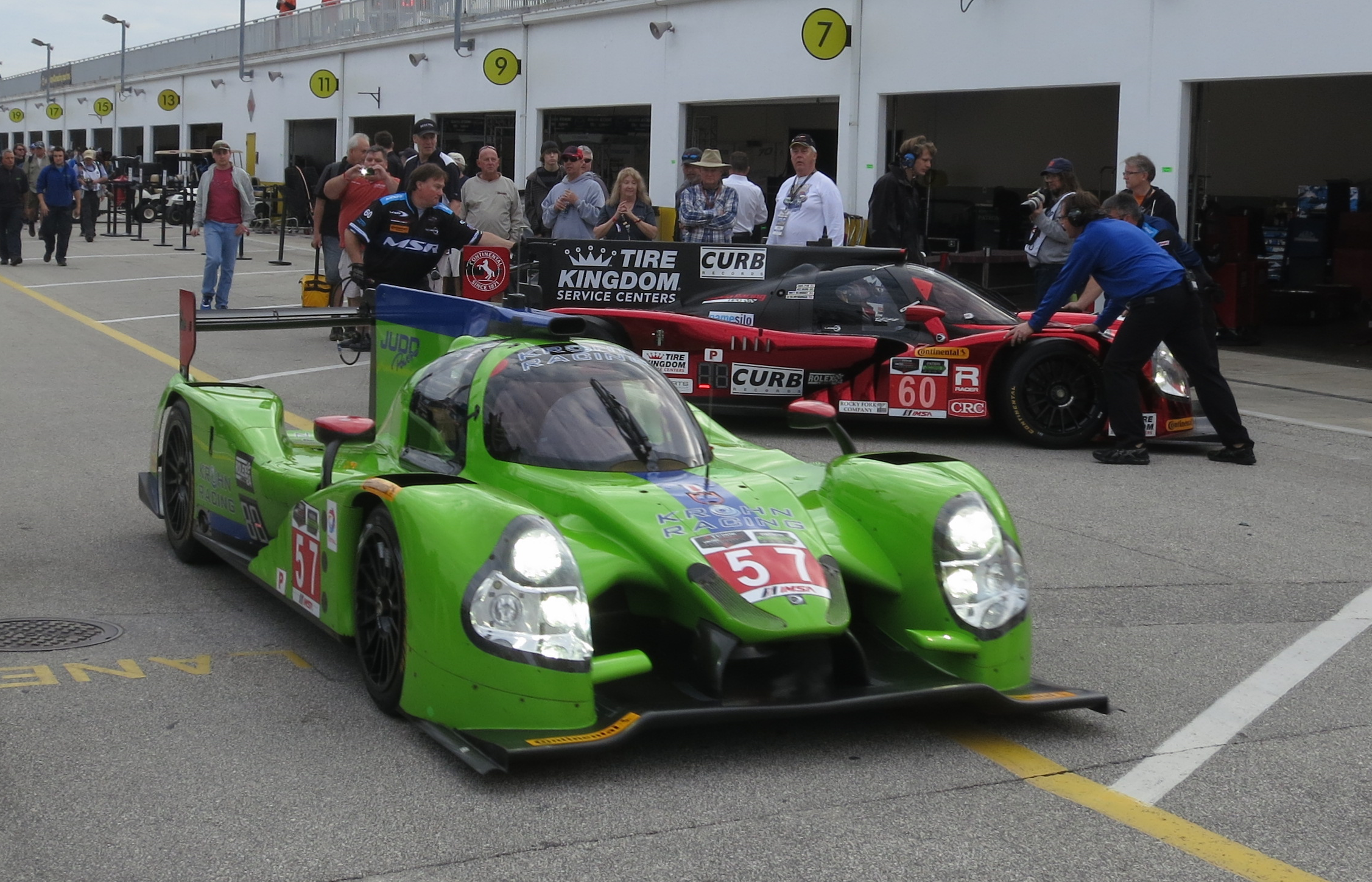
Der Krohn-Racing-Ligier JS P2 beim 24-Stunden-Rennen von Daytona 2015

Tracy William Krohn (* 26. August 1954 in Houston) ist ein US-amerikanischer Unternehmer, ehemaliger Autorennfahrer und Rennstallbesitzer.

## Unternehmer
Laut der vom US-amerikanischen Wirtschaftsmagazin Forbes herausgegebenen Liste der reichsten Menschen der USA, dem The World’s Billionaires, lag er Ende des Jahres 2014 an der 278. Stelle. Aktuell gehört er nicht zu den ersten 400. 2005 wurde mit einem damals geschätzten Vermögen von 1,1 Milliarden-US-Dollar zum ersten Mal als Billionaire bezeichnet. Heute soll er ein Vermögen von mehr als 3 Milliarden US-Dollar besitzen.
Krohn kam in Texas zur Welt und wuchs dort bei seinem Vater auf. Seine Eltern waren geschieden und seine Mutter lebte in New Orleans, wo sie für ein kleines Mineralölunternehmen arbeitete. Nach der Highschool und einem längeren Aufenthalt in Europa, studierte er Erdöl- und Erdgastechnik an der Louisiana State University. Nach dem Ende des Studiums arbeitete er für diverse Erdölförderunternehmen, unter anderem für Mobil Oil.
1983 gründete er mit dem Startkapital von 12000 US-Dollar ein eigenes Unternehmen. W&T Offshore fördert Erdöl und Erdgas im Golf von Mexiko. Krohn erwirtschaftet mit seinem Unternehmen inzwischen einen Gewinn von mehr als 1 Million US-Dollar pro Tag.
Krohn ist zum zweiten Mal verheiratet und hat zwei Kinder aus erster Ehe.

## Karriere als Rennfahrer und Teamchef
Tracy Krohn begann 2003 mit dem Motorsport. Nach der ersten Saison, in der er mit Rennstarts in nationalen Sportwagenserien erste Erfahrungen sammelte, ging er 2004 bereits in der American Le Mans Series an den Start. Knapp vor dem Ablauf des Rennjahres 2015 hatte er 159 Sportwagenrennen bestritten. Neben einem Gesamtsieg konnte er noch zwei Klassensiege feiern. Der Gesamtsieg gelang schon früh in der Karriere, beim 6-Stunden-Rennen von Watkins Glen 2005, einem Wertungslauf der Rolex Sports Car Series dieses Jahres, siegte er mit Partner Niclas Jönsson auf einem Riley Mk.XI.
Niclas Jönsson wurde zum wichtigsten Rennpartner Krohn's. Für die beiden Piloten, die über die Jahre enge Freunde wurden, war diese Partnerschaft von Vorteil. Krohn erhielt mit Jönsson einen verlässlichen und schnellen Profi-Rennfahrer an seiner Seite und Jönsson ein fixes Cockpit für viele Jahre, verbunden mit einem hoch dotierten Vertrag.
2005 gründete er mit Krohn Racing einen eigenen Rennstall. Krohn fuhr viele Jahre vor allem in den GT-Klassen in den nordamerikanischen Sportwagenserien und kam 2007 als Zweiter und 2009 sowie 2012 Klassendritter beim 24-Stunden-Rennen von Le Mans. 2007 erreichte er mit dem 19. Endrang auch die beste Platzierung und Schlussklassement. In Sebring wurde er 2015.
2015 erwarb Krohn einen Ligier JS P2. Der Ligier war um einiges schneller als die GT-Ferrari's mit denen Krohn bisher aktiv war. Beim 2015 produzierte er im Rennen eine Vielzahl an Dreher, die einige TV-Kommentatoren zu gehässigen Bemerkungen verleitete. Nach dem Rennen stellte sich heraus, dass nach einem Elektrikproblem die Traktionskontrolle ausgefallen war. Während die beiden Profi-Rennfahrer Jönsson und João Barbosa damit einigermaßen zurechtkamen, hatte Krohn damit erhebliche Probleme. Am Ende gab es für das Trio den 28. Gesamtrang.

## Statistik

### Le-Mans-Ergebnisse
| Jahr | Team                   | Fahrzeug               | Teamkollege       | Teamkollege    | Platzierung     | Ausfallgrund |
| ---- | ---------------------- | ---------------------- | ----------------- | -------------- | --------------- | ------------ |
| 2006 | White Lightning Racing | Porsche 996 GT3 RSR    | Jörg Bergmeister  | Niclas Jönsson | Ausfall         | Unfall       |
| 2007 | Risi Competizione      | Ferrari F430 GT        | Colin Braun       | Niclas Jönsson | Rang 19         |              |
| 2008 | Risi Competizione      | Ferrari F430 GT        | Eric van de Poele | Niclas Jönsson | Ausfall         | Unfall       |
| 2009 | Risi Competizione      | Ferrari F430 GTC       | Eric van de Poele | Niclas Jönsson | Rang 22         |              |
| 2010 | Risi Competizione      | Ferrari F430 GT2       | Eric van de Poele | Niclas Jönsson | Ausfall         | Motorschaden |
| 2011 | Krohn Racing           | Ferrari F430 GTE       | Michele Rugolo    | Niclas Jönsson | Ausfall         | Defekt       |
| 2012 | Krohn Racing           | Ferrari 458 Italia GTC | Michele Rugolo    | Niclas Jönsson | Rang 26         |              |
| 2013 | Krohn Racing           | Ferrari 458 Italia GT2 | Maurizio Mediani  | Niclas Jönsson | Ausfall         | Unfall       |
| 2014 | Krohn Racing           | Ferrari 458 Italia GT2 | Ben Collins       | Niclas Jönsson | Rang 30         |              |
| 2015 | Krohn Racing           | Ligier JS P2           | João Barbosa      | Niclas Jönsson | Rang 32         |              |
| 2016 | Krohn Racing           | Ligier JS P2           | João Barbosa      | Niclas Jönsson | Rang 22         |              |
| 2017 | DH Racing              | Ferrari 488 GTE        | Andrea Bertolini  | Niclas Jönsson | Rang 42         |              |
| 2018 | Eurasia Motorsport     | Ligier JS P217         | Andrea Bertolini  | Niclas Jönsson | nicht klassiert |              |

### Sebring-Ergebnisse
| Jahr | Team              | Fahrzeug               | Teamkollege    | Teamkollege       | Platzierung | Ausfallgrund     |
| ---- | ----------------- | ---------------------- | -------------- | ----------------- | ----------- | ---------------- |
| 2004 | P.K. Sport        | Porsche 911 GT3-R      | David Warnock  | Alex Caffi        | Ausfall     | Kupplungsschaden |
| 2005 | TRG               | Porsche 996 GT3-RSR    | Michael Cawley | Marc Sluszny      | Rang 15     |                  |
| 2007 | Risi Competizione | Ferrari F430 GT        | Niclas Jönsson | Colin Braun       | Rang 22     |                  |
| 2008 | Risi Competizione | Ferrari F430 GTC       | Niclas Jönsson | Eric van de Poele | Rang 14     |                  |
| 2009 | Risi Competizione | Ferrari F430 GTC       | Niclas Jönsson | Eric van de Poele | Rang 12     |                  |
| 2010 | Risi Competizione | Ferrari F430 GTC       | Niclas Jönsson | Eric van de Poele | Rang 14     |                  |
| 2011 | Krohn Racing      | Ferrari F430 GTE       | Niclas Jönsson | Michele Rugolo    | Rang 19     |                  |
| 2012 | Krohn Racing      | Ferrari 458 Italia     | Niclas Jönsson | Michele Rugolo    | Rang 47     |                  |
| 2014 | Krohn Racing      | Ferrari 458 Italia GT2 | Niclas Jönsson | Andrea Bertolini  | Rang 15     |                  |
| 2015 | Krohn Racing      | Ligier JS P2           | Niclas Jönsson | Olivier Pla       | Rang 8      |                  |
| 2016 | Krohn Racing      | Audi R8 LMS ultra      | Niclas Jönsson | Pierre Kaffer     | Rang 36     |                  |